# The Yankee Doodle Mouse
The Yankee Doodle Mouse es un cortometraje animado de la serie Tom y Jerry, producido en Technicolor y estrenado el 26 de junio de 1943 por Metro-Goldwyn-Mayer. Fue producido por Fred Quimby y dirigido por William Hanna y Joseph Barbera, con la supervisión musical de Scott Bradley y animación de Irven Spence, Pete Burness, Kenneth Muse y George Gordon.
El cortometraje muestra a Tom y Jerry enfrentándose en un ambiente bélico, haciendo numerosas referencias a tecnología de la Segunda Guerra Mundial como Jeeps y bombarderos, lo cual permite suponer que el corto fue hecho con fines de propaganda. 
The Yankee Doodle Mouse ganó el Óscar al mejor cortometraje animado de 1943, convirtiéndose en el primero de los siete cortometrajes de Tom y Jerry en ganarlo.

## Sinopsis
En el sótano, Jerry es perseguido por Tom y huye a su agujero. Tom trata de ver por el agujero debido a la frustración. Jerry lanza un tomate desde una trampa para ratones, el cual cae sobre el rostro de Tom. Jerry trepa por la pared y toma varios huevos. Cuando Tom se limpia el tomate de la cara, es rápidamente cubierto por huevos. Jerry toma algunas botellas de champán y lanza los corchos, que golpean al gato en el rostro, cayendo a un gran balde de agua, Tom se mantiene a flote debido a un tiesto. Jerry lanza ladrillos con una espátula y hunde al gato. Un comunicado dice "Gato divisado - se ha hundido. Firma, teniente Jerry Mouse" ("Sighted cat - sank same. Signed, Lt. Jerry Mouse").
Luego, Jerry observa a Tom a través de una tubería a modo de periscopio. Tom se acerca al agujero de Jerry con un mazo en la mano. Jerry abre la tabla de planchar que golpea a Tom. El ratón baja por la tabla con un Jeep (hecho con un rayador de queso) y ataca al gato. Sin embargo, el jeep de Jerry choca contra un muro haciendo que un saco de harina caiga. Jerry agarra el saco y corre por la habitación arrojando harina. A modo de pantalla de humo, Jerry aprovecha la harina para poder golpear a Tom sin que él lo vea.
Tom, usando un bol a modo de casco, lanza un cartucho de dinamita a Jerry, quien inmediatamente se lo devuelve a Tom. Ambos comienzan a arrojarse el cartucho mientras la mecha se va consumiendo hasta que Jerry se queda con la dinamita y no la arroja. El gato se la quita y la sostiene con orgullo en su mano hasta que explota. Jerry se mete en una tetera y Tom le arroja otro cartucho dentro, el ratón escapa a través de un agujero. Tom inspecciona la tetera y recibe la explosión en la cara dejándola oscura en forma de girasol.
Tom lanza un avión de papel con un petardo escondido dentro, pero Jerry sopla y el avión cae junto a Tom, explotando una vez más dejándole con el rostro oscuro. Luego, Jerry pone un enorme cartucho de dinamita atrás de Tom. El gato se asusta, pero el cartucho se transforma en uno más pequeño, y así hasta que queda una réplica minúscula del original, Tom lo sostiene confiado y explota.
Jerry utiliza un avión para lanzar a Tom bombillas que explotan en su cabeza, similar a un avión de la II Guerra Mundial. Luego le arroja una banana en la cara. Tom toma un lanza petardos, parecido a un mortero y ataca a Jerry, el ratón utiliza un brasier en forma de paracídas para escapar y va a su agujero, Tom lanza los petardos dentro del agujero y persiguen a Jerry, el ratón utiliza una manguera para dirigirlos hacia el gato. Tom, quien estaba dentro de un barril, recibe los torpedos y el barril se convierte en una bicicleta que se estrella en un muro.
Tom dispara con una bazuca a Jerry, atrapándolo por la cola cuando éste se dirigía a su agujero. Tom agarra a Jerry y lo ata a un cohete, que el gato enciende. Sin embargo, Jerry ata al gato y escapa, Tom trata de escapar pero el cohete despega y se ven fuegos artificiales por la habitación. Los fuegos artificiales forman la bandera de Estados Unidos y Jerry la saluda orgulloso. Se puede ver otro comunicado de guerra: "¡Envíen más gatos!" ("Send more cats!").

## Curiosidades
- Durante la caricatura, suenan fragmentos de la canción Over There que Nora Bayes compuso para los soldados que fueron a luchar en la Primera Guerra Mundial.

## Censura
Cartoon Network censuró la escena donde Tom inspecciona la tetera y explota, debido a que tom termina con la cara negra, temiendo acusaciones de racismo.